# Ракитинка (приток Лзны)
Ракитинка — река в России, протекает по Порховскому району Псковской области. Длина реки — 12 км.
Начинается на северо-восточной окраине болота Подсадское в урочище Ракитный Луг. Течёт в общем северо-восточном направлении мимо деревень Платаново и Плешково. Устье реки находится в 27 км по правому берегу реки Лзны.

## Данные водного реестра
По данным государственного водного реестра России относится к Балтийскому бассейновому округу, водохозяйственный участок реки — Великая. Относится к речному бассейну реки Нарва (российская часть бассейна).
Код объекта в государственном водном реестре — 01030000212102000029348.